# Hermsdorf (bei Ruhland)

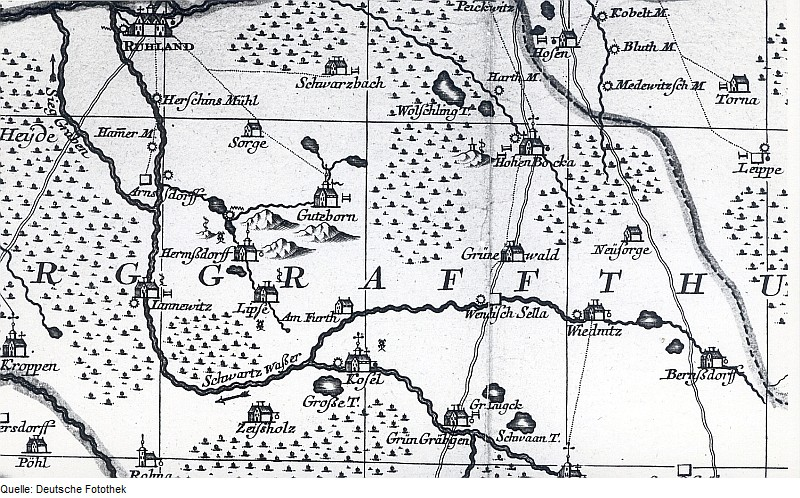
Hermsdorf in einer Karte aus dem Jahr 1757

Hermsdorf (bis zum 1. Januar 2002 Hermsdorf bei Ruhland; niedersorbisch Lubušow, obersorbisch Hermanecy) ist eine Gemeinde im Landkreis Oberspreewald-Lausitz im Süden des Landes Brandenburg und Teil des Amtes Ruhland.

## Geografie
Die Gemeinde befindet sich in der Oberlausitz und ist ein von der Landwirtschaft geprägtes Dorf.

## Gemeindegliederung
Zur Gemeinde gehören der Ortsteil Jannowitz sowie der bewohnte Gemeindeteil Lipsa.

## Geschichte
Der Ort wurde im Jahre 1489 das erste Mal schriftlich erwähnt.
Ab 1816 gehörte Hermsdorf zum Spremberg-Hoyerswerdaer Kreis in der preußischen Provinz Brandenburg. Dieser wurde 1825 aufgeteilt, seitdem gehörte die Gemeinde zum Kreis Hoyerswerda, der in die Provinz Schlesien umgegliedert wurde. 1939 wurde der Kreis in Landkreis Hoyerswerda umbenannt. Da dieser westlich der Oder-Neiße-Linie lag, wurde er 1945 Teil der sowjetischen Besatzungszone und in das Land Sachsen eingegliedert. Im Jahr 1952 kamen die Orte zum neu gegründeten Kreis Senftenberg im DDR-Bezirk Cottbus. Seit der Wiedervereinigung gehört Hermsdorf zum Land Brandenburg. 1993 ging der Landkreis Senftenberg im neuen Landkreis Oberspreewald-Lausitz auf.
Bis zum 1. Januar 2002 trug die Gemeinde offiziell den Namen Hermsdorf bei Ruhland. Der Zusatz „bei Ruhland“ diente früher zur Unterscheidung der ebenfalls im Landkreis Hoyerswerda gelegenen Gemeinde Hermsdorf/Spree. Da beide Gemeinden seit 1952 in unterschiedlichen Landkreisen liegen wurde der Zusatz nicht mehr benötigt und später gestrichen.
Eingemeindungen
Jannowitz wurde am 31. Dezember 2001 in die Gemeinde Hermsdorf eingegliedert.

## Bevölkerungsentwicklung
| Jahr | Einwohner |
| ---- | --------- |
| 1875 | 200       |
| 1890 | 200       |
| 1910 | 250       |
| 1925 | 286       |
| 1933 | 273       |
| 1939 | 533       |

| Jahr | Einwohner |
| ---- | --------- |
| 1946 | 751       |
| 1950 | 832       |
| 1964 | 892       |
| 1971 | 864       |
| 1981 | 755       |
| 1985 | 720       |

| Jahr | Einwohner |
| ---- | --------- |
| 1990 | 725       |
| 1995 | 695       |
| 2000 | 702       |
| 2005 | 924       |
| 2010 | 839       |
| 2015 | 794       |

| Jahr | Einwohner |
| ---- | --------- |
| 2020 | 764       |
| 2021 | 763       |
| 2022 | 735       |
| 2023 | 719       |
| 2024 | 733       |

Gebietsstand des jeweiligen Jahres, Einwohnerzahl: Stand 31. Dezember (ab 1991), ab 2011 auf Basis des Zensus 2011, ab 2022 auf Basis des Zensus 2022

## Politik

### Gemeindevertretung
Die Gemeindevertretung von Hermsdorf besteht aus zehn Gemeindevertretern und dem ehrenamtlichen Bürgermeister. Die Kommunalwahl am 9. Juni 2024 führte bei einer Wahlbeteiligung von 79,6 % zu folgendem Ergebnis:
| Wählergruppe                            | Stimmenanteil | Sitze |
| --------------------------------------- | ------------- | ----- |
| Unabhängige Wählervereinigung Hermsdorf | 41,8 %        | 4     |
| Freie Wählergemeinschaft Jannowitz      | 36,5 %        | 4     |
| Unabhängige Wählervereinigung Lipsa     | 21,7 %        | 2     |

### Bürgermeister
- 1998–2003: Horst Schober[11]
- 2003–2024: Klaus-Peter Müller[12]
- seit 2024: Matthias Trentzsch

Trentzsch wurde bei der Bürgermeisterwahl am 9. Juni 2024 mit 64,0 % der gültigen Stimmen für eine Amtszeit von fünf Jahren gewählt.

## Sehenswürdigkeiten

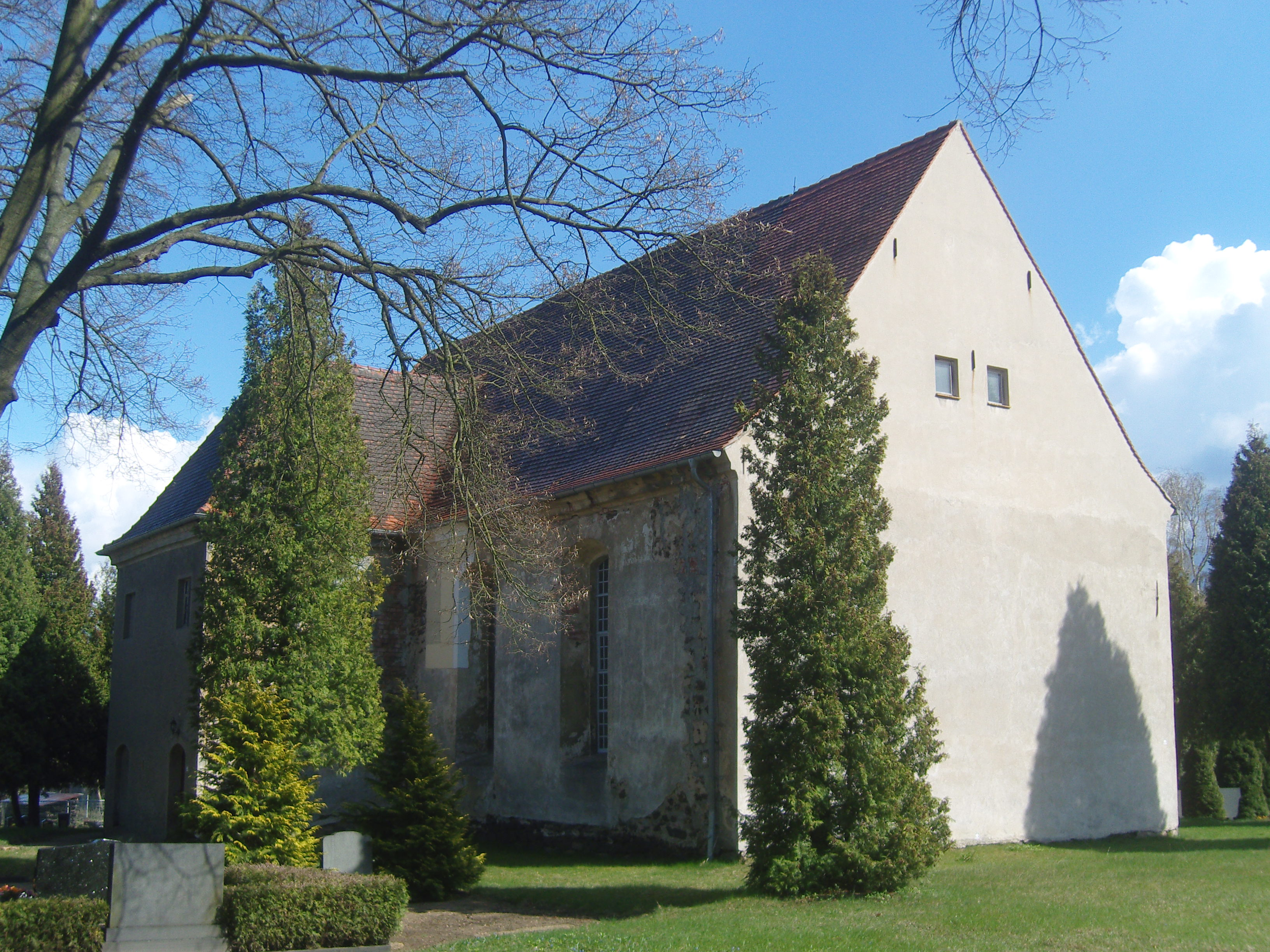
Kirche in Hermsdorf
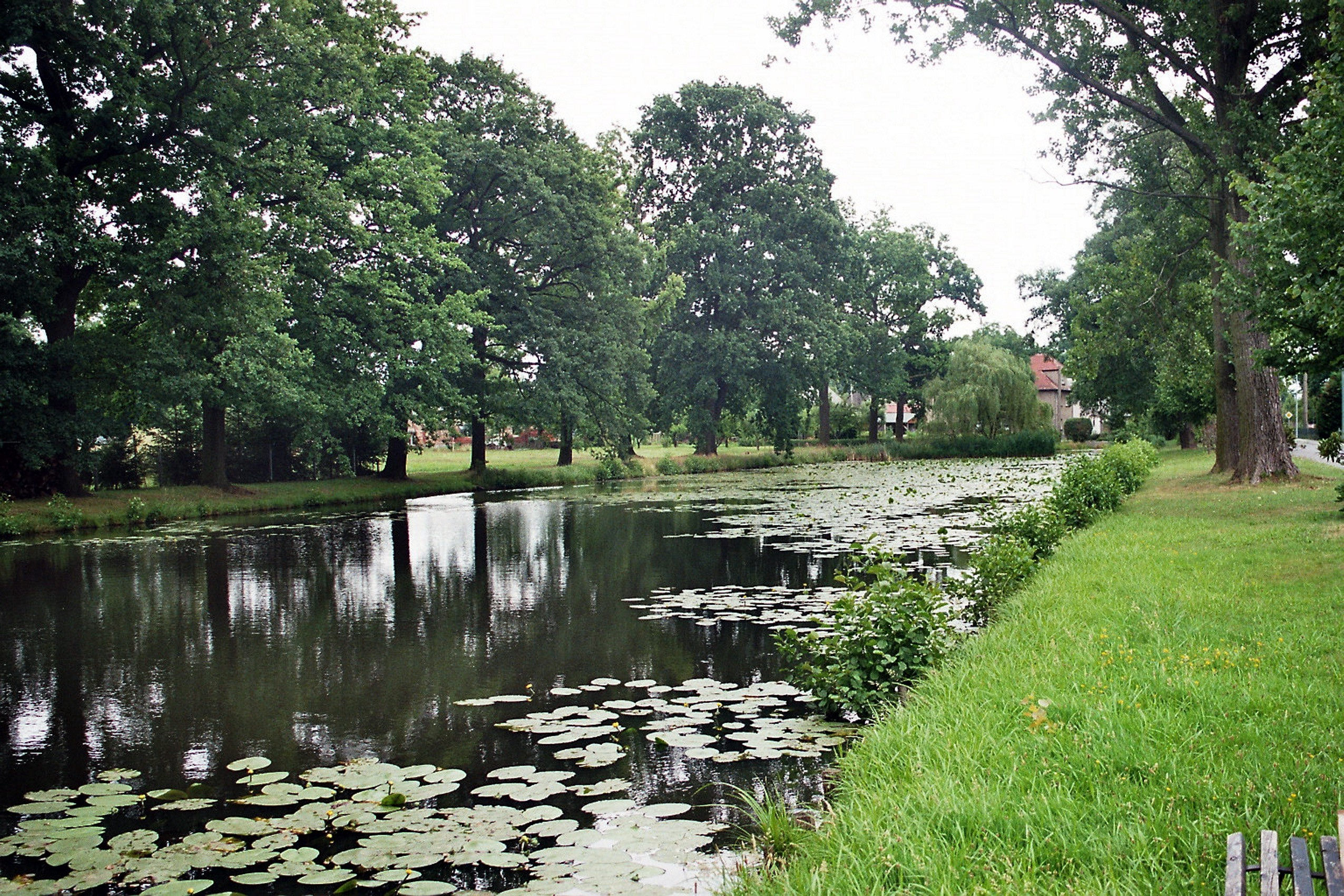
Dorfteich
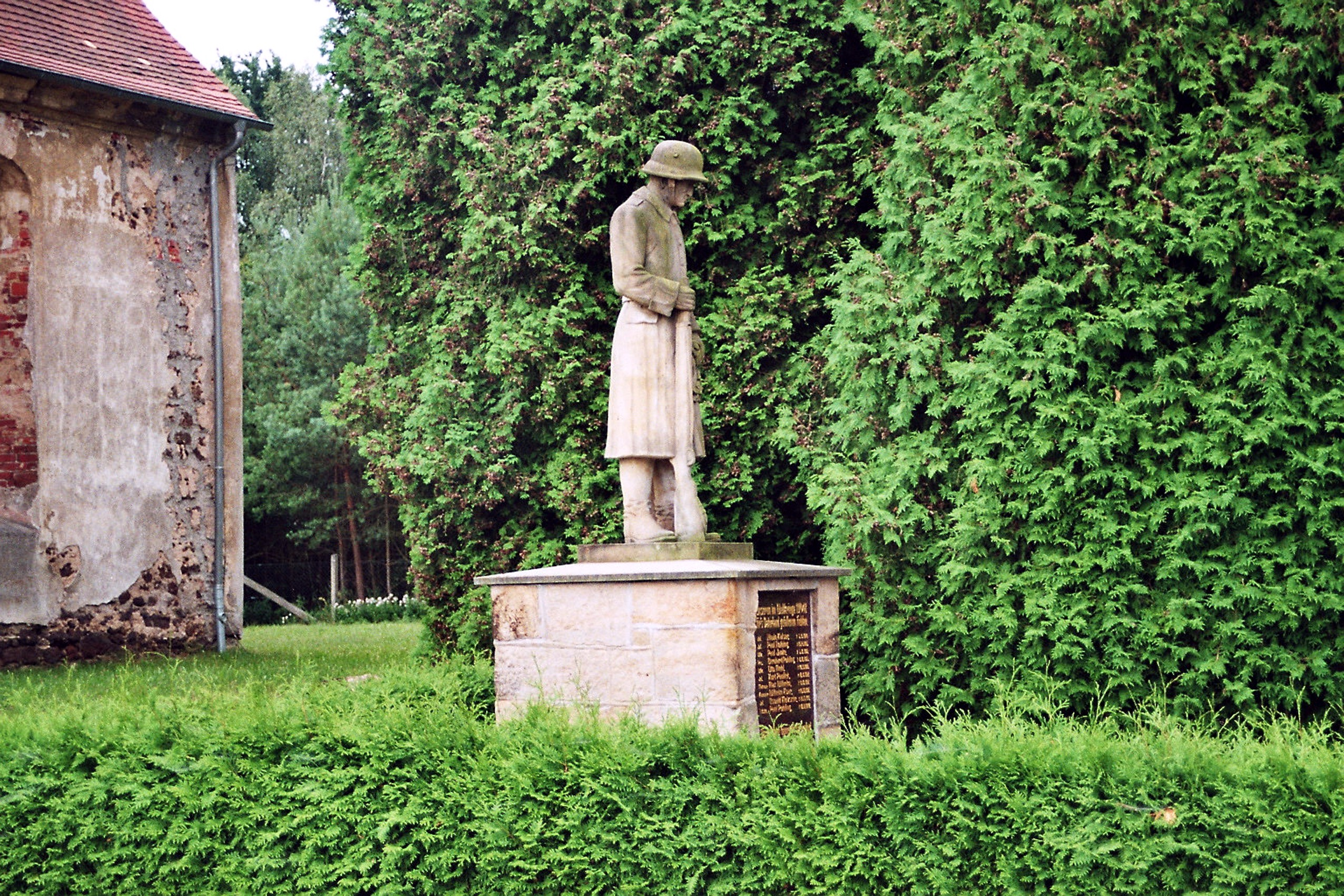
Gefallenendenkmal
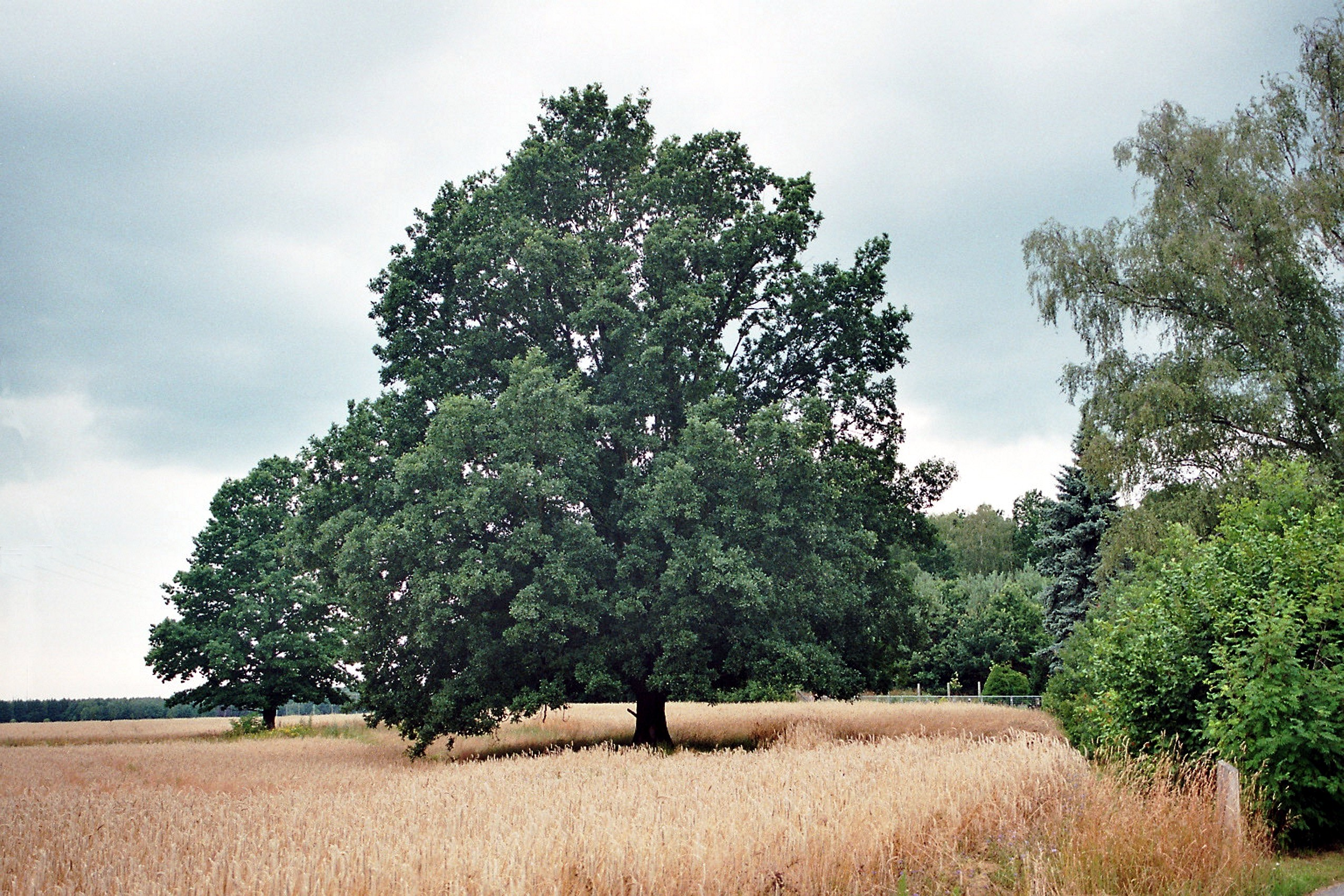
Hermsdorfer Landschaft

In der Liste der Baudenkmale in Hermsdorf (bei Ruhland) und in der Liste der Bodendenkmale in Hermsdorf (bei Ruhland) stehen die in der Denkmalliste des Landes Brandenburgs eingetragenen Denkmäler.
Im Hermsdorfer Gemeindeteil Lipsa befindet sich das Schloss Lipsa, das als Altenpflegeheim genutzt wird, mit dem dazugehörenden Schlosspark.
Im 15. Jahrhundert erbaute man die jetzige Dorfkirche auf dem Hermsdorfer Friedhof. Um 1736 erfolgte ein barockisierender Umbau. Der Kirchturm wurde im Jahre 1987 wegen Einsturzgefahr abgerissen. Im Jahr 2012 baute die Gemeinde den Kirchturm wieder auf. Die jetzige Kirche geht auf einen Vorgängerbau aus dem Jahre 1530 zurück. Vor der Kirche befindet sich ein Denkmal für die Gefallenen des Ersten Weltkriegs.

## Verkehr
Hermsdorf liegt an der Kreisstraße K 6603 zwischen Ruhland und Lipsa, der Ortsteil Jannowitz an der Landesstraße L 55 zwischen Ruhland und Ortrand. Die nächstgelegene Autobahnanschlussstelle ist Ruhland  an der A 13 Berlin–Dresden.
Im nahe gelegenen Schwarzheide befindet sich ein Verkehrslandeflugplatz der Kategorie II.

## Persönlichkeiten
- Franziska Bennemann (1905–1986), Politikerin (SPD), 1953–1961 MdB, in Hermsdorf geboren